# Джек Ричер, или Личный интерес
«Джек Ричер, или Личный интерес» (англ. Personal) — роман английского писателя Ли Чайлда, вышедший в 2014 году. Девятнадцатая книга из серии о бывшем военном полицейском Джеке Ричере. В сентябре 2014 года роман возглавил список бестселлеров по версии «The New York Times».

## Сюжет
В президента Франции стреляют со значительного расстояния. Снайперов, способных на такой выстрел, не много. Один из подозреваемых — американец Джон Котт, освободившийся после пятнадцати лет тюремного заключения. Генерал О’Дей находит бывшего военного полицейского Джека Ричера и поручает ему поймать Котта. Вместе с служащей Госдепартамента Кейси Найс он направляется в Париж, чтобы узнать, кто стоит за попыткой убийства, а также не дать сорвать предстоящий саммит Большой восьмёрки в Лондоне.
В британской столице Ричер сталкивается с английскими и сербскими гангстерами, а также находит и убивает Котта. Затем он возвращается в США, чтобы встретиться с О’Деем, которого обвиняет в заговоре и доводит до самоубийства.

## Награды и номинации
2014 — Международная премия от издательства «RBA» (Испания) за лучшее криминальное произведение.
2014 — Номинация на Specsavers' National Book Award в категории «Триллер года»